# Капустян, Владимир Гаврилович
Владимир Гаврилович Капустян (укр. Володимир Гаврилович Капустян) (31 мая 1934 года, Киев — 25 декабря 1998 года) — советский и украинский кинодраматург, сценарист, писатель, редактор. Член Союза кинематографистов Украинской ССР.

## Биография
В 1957 окончил историко-философский факультет Киевского государственного университета. Работал редактором в издательстве «Искусство» (1957—1960), в Главной редакции Украинской Советской Энциклопедии, редактором киностудии «Укрторгрекламфильм» (1960—1962).

С 1962 года был сценаристом киностудии «Киевнаучфильм».
Среди его работ — научно-фантастическая повесть «Гонцы Нептуна» (1979 год, совместно с Ю. И. Аликовым), по которой в 1983-1984 годах был поставлен 4-серийный телефильм «Люди и дельфины».

## Фильмография
- 1966 «Медвежонок и тот, кто живёт в речке»
- 1966 «Осколки»
- 1970 «Волшебные очки»
- 1970 «Как казаки в футбол играли»
- 1971 «Моя хата с краю»
- 1971 «От звонка до звонка»
- 1972 «Братец Кролик и Братец Лис»
- 1972 «Про поросёнка, который умел играть в шашки»
- 1972 «Сотворение микромира»
- 1973 «Зайчишка Заблудился»
- 1973 «Как казаки невест выручали»
- 1975 «А нам поможет робот»
- 1975 «Как казаки соль покупали»
- 1975 «Сказки райского сада»
- 1977 «Парасолька на модном курорте»
- 1978 «Цыплёнок в клеточку»
- 1979 «Гришкины книжки»
- 1979 «Открытое письмо селезня»
- 1979 «Сказка о чудесном докторе»
- 1983 «Про мышонка, который хотел стать сильным»
- 1985 «Жили-пили»
- 1986 «Золотой гвоздь»
- 1986 «Трудолюбивая старушка»